# Evelyn Kryger
Evelyn Kryger ist eine vierköpfige Band aus Hannover, die überwiegend als Quintett aktiv war.

## Geschichte
Gegründet wurde Evelyn Kryger 2007 als studentisches Band-Projekt an der Universität Hildesheim. Nach mehreren Umbesetzungen gründete die Band sich im Sommer 2010 neu. Sie besteht seit 2022 aus Saxophonist Christoph „Cito“ Kaling, Keyboard- und Synthesizerspieler Arne Dreske, Bassist Jonas Holland-Moritz und Schlagzeuger Hannes Dunker.
Die Gruppe spielt World-Fusion, einen Mix aus vielen Genres, der zum Tanzen einlädt. Im Frühjahr 2011 gewann die Band den Creole-Wettbewerb für Niedersachsen und trat anschließend beim Masala Weltbeat Festival auf.
Evelyn Kryger veröffentlichte seit 2013 Alben bei Hey!blau, an denen zunächst auch der amerikanische Rapper Jake Olson beteiligt war; als Gast auf dem Album Billy Wolke wirkte der Geiger Lukas Bergmann (Crêpes Sucette) und die Flötistin Constanze Trieder (Trieders Holz) mit. Die Formation tourte mehrfach durch Deutschland und trat nach Anfängen als Straßenmusiker u. a. beim TFF Rudolstadt, beim Fusion Festival beim Feuerwerkswettbewerb Hannover und bei JazzBaltica auf. Als Gastmusiker wirkt seit 2021 häufig der venezolanische Perkussionist Nené Vasquez mit; auf dem Album III wurden weiterhin der Gitarrist  Ómar Guðjónsson, die Rapperin Laíz, der Trompeter Tom Trabandt sowie der Geiger Roland Satterwhite als Gäste beteiligt.

## Diskografie
Alben
- 2013: Evelyn Kryger (Hey!blau Records)[4]
- 2016: Billy Wolke (Hey!blau Records)[5]
- 2022: Live at JazzBaltica 2021 (Hey!blau Records)[6]
- 2023: III (Hey!blau Records)[1]

EPs
- 2009: Hausputz (Eigenveröffentlichung)
- 2012: Dicker Vogel (Hey!blau Records)
- 2012: The Gypsylon Live (Eigenveröffentlichung)
- 2019: Live at Folk’n’Fusion 2019 (Eigenveröffentlichung)

## Auszeichnungen
- 2011: Creole – Global Music Contest Niedersachsen & Bremen